# Alvin Lee
Alvin Lee (født Graham Alvin Barnes, 19. december 1944, død 6. marts 2013) var en engelsk rockguitarist og sanger. Han var især kendt som leadguitarist og sanger i blues-rock bandet Ten Years After. Især live-versionen af "I'm going home", der blev spillet under bandets optræden på Woodstockfestivalen og senere udgivet på livealbummet Woodstock gav Lee et ry som en af 1960'ernes hurtigst spillende rockguitarister. Lee skrev de fleste af bandets egenkomponerede tekster og glimrede derudover ved nogle meget succesfulde rockede fortolkninger af bluesklassikere.
Sammen med Ten Years After udgav han syv regulære albums, inden han forlod bandet i 1973 til fordel for en solokarriere, som især i 1970'erne var præget af samarbejder med andre musikere. Desuden blev der i Ten Years After-regi udgivet en række (i flere tilfælde senere udgivne) liveoptagelser, eksempelvis Live at The Fillmore East fra 2001 med udgivelse af optagelser fra en koncert i 1970, hvor Lees guitarspil er særdeles fremtrædende på numre som "Help Me" og "I Can't Keep From Crying Sometimes".
Ten Years After har spillet i Holeby Bio (TV-optagelse) den 16. februar 1968, og om aftenen i cykelkælderen på Hareskov Skole. Den 17. februar spillede de i Brøndby Popklub og Gladsaxe Teenclub. Den 19. april 1968 spillede de i Søjlesalen på Lille Værløse Skole og dagen efter i Brøndby Popklub. Den 6. december 1969 i K.B. Hallen.
Ifølge de officielle oplysninger døde Lee som følge af "uventede komplikationer efter en rutineoperation" på et hospital i Spanien.

## Eksterne links
- Alvin Lee's officielle hjemmeside (engelsk)
- Alvin Lee på Allmusic
- Alvin Lee på Discogs
- Alvin Lee på MusicBrainz